# Amorntep Nilnoy
Amorntep Nilnoy (thailändisch อมรเทพ นิลน้อย, * 23. April 2000) ist ein thailändischer Fußballspieler.

## Karriere
Amorntep Nilnoy stand bis Mitte 2020 beim Koh Kwang FC unter Vertrag. Der Verein aus Chanthaburi spielte in der dritten Liga, der Thai League 3. Hier trat Koh Kwang in der Eastern Region an. Während der Saison wechselte er zum ebenfalls in der dritten Liga spielenden Muangkan United FC. Zuletzt spielte er mit Muangkan in der Western Region der dritten Liga. Am Ende der Saison feierte er mit Muangkan die Meisterschaft der Region. In den anschließenden Aufstiegsspielen wurde man Erster der National Championship Lower und stieg in die zweite Liga auf. Sein Zweitligadebüt für Muangkan gab Amorntep Nilnoy am 4. September 2021 (1. Spieltag) im Auswärtsspiel gegen den Lampang FC. Hier wurde er in der 67. Minute für den Brasilianer Jonatan Reis eingewechselt. Das Spiel endete 1:1. Nach 14 Ligaspielen wurde sein Vertrag im Dezember 2021 aufgelöst. Ende Dezember 2021 unterschrieb er einen Vertrag beim Ligakonkurrenten Trat FC. Am Ende der Saison 2022/23 feierte er mit dem Verein aus Trat die Vizemeisterschaft und den Aufstieg in die erste Liga. Nach dem Aufstieg verließ er Trat und schloss sich im Juli 2023 dem Zweitligisten Nakhon Si United FC an. Nach sieben Zweitligaspielen wechselte er im Dezember 2023 auf Leihbasis zum Drittligisten Navy FC. Mit dem Verein aus Sattahip spielte er siebenmal in der Eastern Region der der Liga. Nach der Ausleihe kehrte er im Sommer 2024 zu Nakhon Si United zurück. Nach seiner Rückkehr wurde sein Vertrag nicht verlängert. Ende Juni 2024 nahm ihn der Erstligaabsteiger Trat FC unter Vertrag. Nach vier Zweitligaspielen wurde sein Vertrag im Dezember 2024 nicht verlängert.

## Erfolge
Muangkan United FC
- Thai League 3 – West: 2020/21  ▲

Trat FC
- Thailändischer Zweitligavizemeister: 2022/23  ▲